# Nigger Head
Das Nigger Head ist eine Landspitze an der Pennell-Küste des ostantarktischen Viktorialands. Sie liegt am nördlichen Ende der Berg Bay.
Die vom britischen Polarforscher Victor Campbell (1875–1956) geleitete Nordgruppe der Terra-Nova-Expedition (1910–1913) kartierte und benannte sie.